# Депортация месхов мусульман
Депортация месхетинцев — массовое принудительное выселение в 1944 году мусульман месхской субэтнической группы мусульманского вероисповедания из своей исторической родины — региона Самцхе-Джавахети (Грузия).
Вместе с грузинами-месхами из Самцхе-Джавахети в Казахстан были выселены другие этносы — курды,терекеме, турки, армяне-мусульмане. Этнической депортации, которая в то время массово шла на территории всего Советского Союза, в том числе и в кавказских республиках, подверглись родственные грузинам лазы, а также греки и немцы. Месхетинцы-христиане - православные и католики - высланы не были. После объявления Грузией независимости депортированное месхское население начало постепенно возвращаться в Грузию «по патриотическим мотивам».

## Этноним
В отношение всего депортированного из Южной Грузии населения в русском языке используется термин «турок-месхетинец». Для многих грузин, в том числе и депортированных грузин-мусульман, термин «турок-месхетинец» остается неприемлемым, ибо, как они объясняют, этот термин был создан искусственно во второй половине XX века.
На конференции, посвященной 70-летию депортации «турок-месхетинцев», состоявшейся в Тбилиси 28 ноября, один из репатриантов Салим Искандеров (Курадзе) покинул зал в знак протеста, что в отношении грузин-месхов употребляют термин «турок-месхетинец» или просто «турки». «Депортированные месхи-мусульмане являются этническими грузинами, поэтому нужно употреблять термин „месхи-переселенцы“», — заявил он.